# Luigi Amoroso
Luigi Amoroso (né le 26 mars 1886 et mort le 28 octobre 1965) est un économiste néoclassique italien influencé par Vilfredo Pareto. Il a soutenu et influencé la politique économique sous le régime fasciste.

## Œuvre
Le concept microéconomique de relation d'Amoroso-Robinson porte son nom (et celui de Joan Robinson) : d'après l'article (Tusset 2000), il est l'un des premiers économistes à avoir étudié la théorie de l'équilibre dynamique en utilisant une analogie entre les systèmes économiques et la mécanique classique, c'est-à-dire en appliquant aux théories du comportement économique des outils mathématiques comme le calcul des variations.
Dans ses jeunes années, il effectue des recherches sur la théorie des fonctions de plusieurs variables complexes, donnant pour la première fois un ensemble de conditions nécessaires et suffisantes pour la résolution du problème de Dirichlet pour les fonctions holomorphes de plusieurs variables dans l'article (Amoroso 1912). Par ailleurs, en 1927, il offre à Mauro Picone, un ancien camarade de l'École normale supérieure de Pise le financement pour la création de l'Istituto Nazionale per le Applicazioni del Calcolo (en), maintenant appelé Istituto per le Applicazioni del Calcolo "Mauro Picone", par le biais d'une banque locale.

## Publications choisies

### Mathématiques
- (it) Luigi Amoroso, « Sopra un problema al contorno », Rendiconti del Circolo Matematico di Palermo, vol. 33, no 1,‎ 1912, p. 75-85 (DOI 10.1007/BF03015289, S2CID 122956910, JFM 43.0453.03, lire en ligne)« Sur un problème de valeur au bord » (traduction du titre en français) est le premier article qui propose un ensemble (assez compliqué) de conditions nécessaires et suffisantes pour pouvoir résoudre le problème de Dirichlet pour des fonctions holomorphes de plusieurs variables.